# Lac Hubbard
Le lac Hubbard est un plan d'eau située à Lac-Juillet au Québec (Canada), près de la frontière avec Terre-Neuve-et-Labrador. Il fait partie du chapelet de lacs composant la tête du bassin de la rivière George. Ce lac de 11 km2 a été nommé en l'honneur de Leonidas Hubbard (en) par sa femme Mina Hubbard à la suite de l'expédition de cette dernière.

## Toponymie
Le nom du lac commémore Leonidas Hubbard (en) (1872-1903), journaliste et explorateur américain. Ce dernier était parti à la tête d'une expédition financée par le magazine Outing. Il se perdit dans le labyrinthe de lacs qu'est le plateau du Labrador central et est mort d'épuisement et de faim sur le bord de la rivière Susan (de), un affluent de la rivière Naskaupi.
Deux ans plus tard, sa femme, Mina Hubbard, entreprend une expédition afin de mener à terme la mission de son mari. Cette dernière se révèle un succès. Elle fut la première à explorer la rivière George de sa source à son embouchure dans la baie d'Ungava. Le lac apparut sous le nom de Hubbard Lake dans les cartes du livre qu'elle publia en 1908. En 1945, la Commission de géographie du Québec, ancêtre de la Commission de toponymie, approuve le nom du lac.

## Géographie
Le lac Hubbard est situé à 150 km à l'est de Schefferville, dans le territoire non organisé de Lac-Juillet. Ce lac de 11 km2 fait partie du bassin de la rivière George.